# Шмиклавж при Шкофји васи
Шмиклавж при Шкофји васи (словен. Šmiklavž pri Škofji vasi) је насељено место у општини Цеље, Савињска регија, Словенија.

## Историја
До територијалне реорганизације у Словенији био је у саставу старе општине Цеље.

## Становништво
У попису становништва из 2011. године, Шмиклавж при Шкофји васи је имао 215 становника.
| Број становника према пописима | Број становника према пописима | Број становника према пописима |
| ------------------------------ | ------------------------------ | ------------------------------ |
| 1991                           | 2002                           | 2011                           |
| 191                            | 200                            | 215                            |

Напомена: До 1955. исказивано под именом Шмиклавж. Године 1990. умањено за део насеља који је припојен насељу Љубечна.